# Улица Маршала Жукова (Наро-Фоминск)
Улица Маршала Жукова — улица в микрорайоне Мальково города Наро-Фоминска Московской области. Расположена между Магистральной улицей и площадью Свободы. Пересекается с Кольцевой улицей, улицами Островского, Текстильщиков, Строителей, Каляевским проездом, Колхозной улицей, улицей Тургенева, Октябрьской, Комсомольской улицами, улицами Льва Толстого, Новикова и Калинина. Улица имеет по одной полосе для движения в каждом направлении на участке от Магистральной улицы до пересечения с улицей Тургенева, далее по две полосы в каждом направлении до площади Свободы.

## Происхождение названия
До 1995 года называлась в честь российского революционера Ивана Платоновича Каляева (1877—1905).

## Примечательные здания и сооружения
По нечётной стороне:
- № 3 – Ресторан «Синьори Пицца»
- № 5 – Комитет по управлению имуществом и комитет градостроительства администрации Наро-Фоминского района
- № 7 – Универмаг «Любимый»
- № 9 – Банк «Возрождение»
- № 11 – Наро-Фоминский почтамт, Ростелеком, Наро-Фоминский городской суд
- № 13 – Наро-Фоминское телевидение (НТК), Наро-Фоминский районный архив, Ресторан «Мельница», Магазин «красное&белое», Суши Сет, L-обувь и др.
- № 15 – Магазин «Октябрьский молокозавод», булочная, Ювелирный магазин
- № 13Б – Детский торговый центр «Оранжевое небо», Универсам «Пятёрочка»
- № 11 – Торговый центр «Клондайк»
- № 25 – Бывший молочный завод «Наро-Фоминский»
- № 43 – Отель «Лира»
- № 123 – Магазин автозапчастей «Автолэнд»
- № 131 – Ресторан «Разгуляй»

По чётной стороне:
- № 2 – Администрация Наро-Фоминского муниципального района
- № 6 – Дом творчества
- № 6А – Продуктовый магазин
- № 6Б – Бизнес-центр «Корвет»
- № 8 – Наро-Фоминский историко-краеведческий музей, Универсам «Пятёрочка», Магазин «Спортландия», «Фора-банк» и др.
- № 10 – Дворец культуры «Звезда»
- № 12Б – Дворец бракосочетаний
- № 14А – Торговый центр «Мальково», [Вингросснас, Кафе Оливка] и др.
- № 16 – Торговый центр «Грот», Банк Москвы, банк «Хоум Кредит», РусСтройБанк, банк ВТБ 24 и др.
- № 18А – [торговый центр Мари)
- № 24А – Торговый центр «Терем»
- № 84 – Магазин «Дачник»
- № 148 – Торговый центр «Сахарный Лев», Супермарке Магнит, Аптека, Фитнесцентр, мясной магазин» и др.
- № 152 – Магазин «СтройМастер»
- № 170А – Детский сад № 19
- № 170 – Ветеринарная станция
- № 174 – Продуктовый магазин «Краснопресненский»

## Транспорт

### Наземный общественный транспорт
- Остановка «Горсовет»

Автобусы № 3, 4, 7, 20, 21, 23 (часть рейсов), 24 (часть рейсов), 25, 28, 133, 1023, 1037
Маршрутные такси № 3, 4, 7, 10, 30, 14, 15, 16, 17, 28, 36, 43, 54, Наро-Фоминск - Обнинск
- Остановка «Мальково»

Автобусы № 3, 4, 7, 20, 21, 25, 28, 133, 1023, 1037
Маршрутные такси № 3, 4, 7, 10, 30, 14, 15, 16, 17, 28, 36, 43, 54, Наро-Фоминск - Обнинск
- Остановка «Улица Тургенева»

Автобусы № 3, 21, 28, 1037
Маршрутные такси № 3, 30, 15, 17, 28, 36, 43, 54, Наро-Фоминск - Обнинск
- Остановка «Колхозная улица»

Автобусы № 3, 21, 28, 1037
Маршрутные такси № 3, 30, 15, 17, 28, 36, 43, 54, Наро-Фоминск - Обнинск
- Остановка «Магазин»

Автобусы № 21,1037
Маршрутные такси № 3, 30, 15, 17, 28, 36, 43, 54, Наро-Фоминск - Обнинск
- Остановка «Красная Пресня»

Автобусы № 21 (конечная),1037
Маршрутные такси № 30 (конечная ДСК ГРАД), 43